# Заат
«Заат» (англ. Zaat); также известный как «Кровавые воды доктора Z» (англ. Blood Waters of Dr. Z), «Гидра» (англ. Hydra) и «Нападение болотных тварей» (англ. Attack of the Swamp Creatures) — американский научно-фантастический фильм ужасов 1971 года, относящийся к категории B.

## Сюжет
Безумный учёный Курт Леопольд, бывший нацист, вывел формулу ZaAt, позволяющую превращать людей в гибридов морских созданий, однако поднят на смех коллегами. Он проводит эксперимент на себе и становится похожим на сома монстром. В своей новой форме доктор посещает близлежащий городок, изредка убивая его жителей; а также выливает сыворотку ZaAt в систему местного водоснабжения. Из-за этого горожанам становится плохо, дело начинают расследовать морской биолог Рекс Бейкер и шериф Лу Кранц.
Они обращают внимание на то, что все убитые являются коллегами Леопольда, которые насмехались над его исследованиями. Тем временем, доктор похищает девушку-туристку, отдыхающую на берегу озера, чтобы использовать её как самку для спаривания, чтобы она стала матерью их детей-мутантов. Он вводит ей, как ранее себе, сыворотку, но девушка сопротивляется и повреждает оборудование.
Бейкер решает, что дело для него слишком запутанное, поэтому обращается в организацию Inter-Nations Phenomenon Investigations Team (INPIT), которая присылает двоих своих агентов. Тем временем, Леопольд похищает с той же целью ещё одну девушку, агента INPIT Марту Уолш, но след монстра взял её коллега Уокер. Доктор благополучно доносит свою новую жертву до лаборатории, так как Уокера во время преследования укусила змея, но обнаруживает, что в ней уже хозяйничают Кранц и Бейкер. Завязывается драка, в которой безумный учёный убивает шерифа и смертельно ранит биолога. Леопольд вводит Марте сыворотку, готовит её к погружению в резервуар, и ненадолго отлучается. Умирающий Бейкер прерывает процесс трансформации на середине, освобождает Марту, но та следует за Леопольдом в озеро.

## В ролях
Все роли в фильме исполнили малоизвестные непрофессиональные актёры.
- Маршалл Грауэр — доктор Курт Леопольд
- Уэйд Попуэлл — Монстр
- Пол Галлоуэй — шериф Лу Кранц
- Джеральд Круз — Рекс Бейкер, морской биолог
- Санна Рингхейвер — Марта Уолш, агент INPIT
- Дейв Дикерсон — Уокер Стивенс, агент INPIT
- Арчи Вальер — помощник шерифа
- Нэнси Лин — туристка, похищенная Леопольдом

## Создание и показ
Режиссёром, продюсером и сценаристом ленты выступил непрофессиональный кинематографист, житель флоридского Джэксонвилла Дон Бартон. Съёмки прошли в окрестностях этого города (в том числе, у артезианского источника «Радужные ключи», у источника «Зелёная Пещера» и в парке морских млекопитающих «Морская страна Флориды»), заняли один месяц, бюджет картины составил 75 000 долларов (ок. 524 000 долларов в ценах 2022 года).
Премьера фильма состоялась в январе 1971 года.
Первым дистрибьютером ленты выступила Horizon Films, в 1983 году он был выкуплен Capitol Productions и два года спустя снова вышел на экраны: название было изменено на «Нападение болотных тварей» (англ. Attack of the Swamp Creatures), был добавлен новый актёрский состав и производственные титры. Позднее картина вышла на видео под новым названием; ведущей и комментатором ляпов выступила Кассандра Петерсон в образе Эльвиры — Повелительницы Тьмы.
В мае 1999 года фильм в укороченном варианте был показан в юмористическом телесериале «Таинственный театр 3000 года». В 2010 году этот вариант картины был включён компанией Shout! Factory в DVD-сборник «Выпуск XVII», наряду с «Ползучим глазом», «Битниками» и «Последней жертвой».

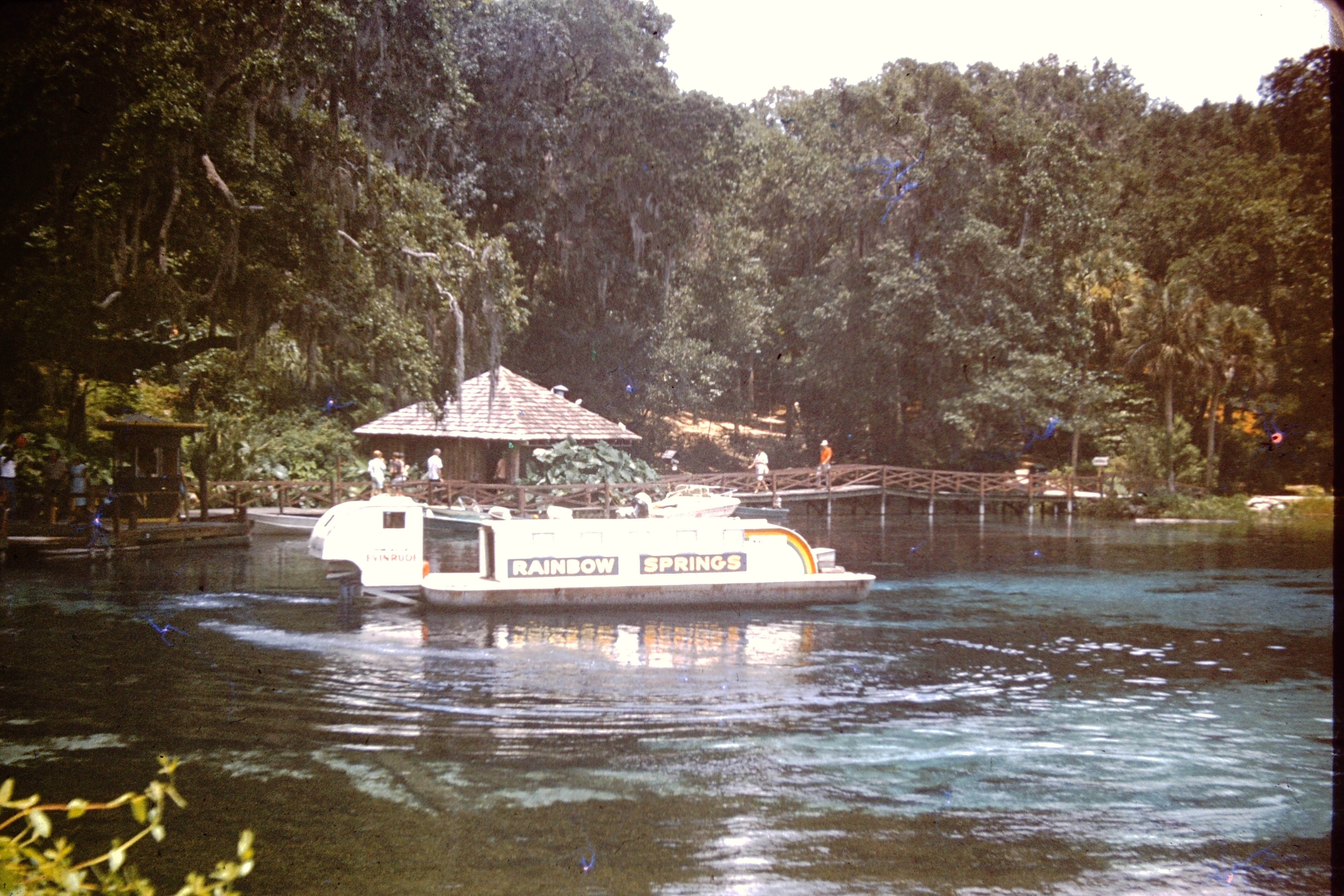
«Радужные ключи», фото ок. 1970 г.
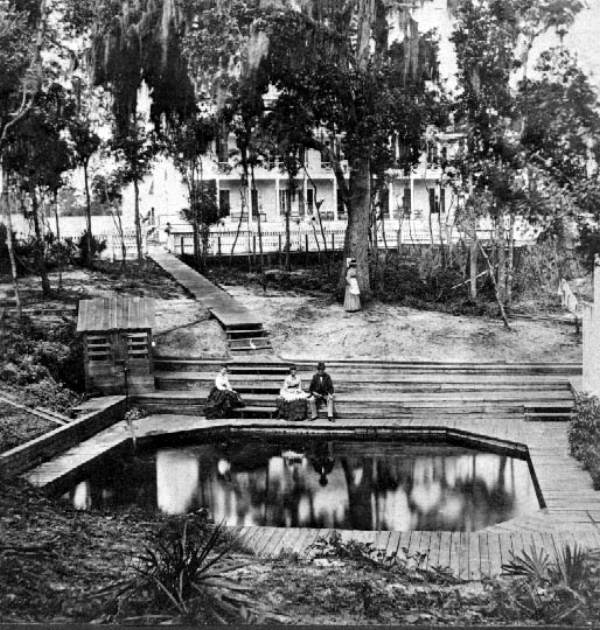
«Зелёная Пещера[англ.]», фото 1870-х гг.
«Морская страна Флориды[англ.]», фото 1990 г.

## Критика
- Деннис Шварц, Ozus' World Movie Reviews. «…слишком длинный и скучный монстр-фильм о безумном учёном…»; «…плохая актёрская игра, режиссура, лишённая воображения концовка…»[16]
- Дейв Синделар, Fantastic Movie Musings and Ramblings. «…концепция фильма нелепа (давайте посмотрим правде в глаза — сомы просто не страшны), сюжет примитивен, действие очень слабое, а режиссура не очень хорошая. Тем не менее, он полон непреднамеренно смешных диалогов, использование звука и музыки уникально (если ошибаться), и это скорее очаровательно примитивно, чем мучительно скучно…»[17]
- Роберт Л. Джером, Cinefantastique. «…в фильме были правильные идеи, но их осуществление потерпело фиаско…»[18]
- Кит Фиппс, The A.V. Club. «…ужасный и ужасно очаровательный фильм…»[19]
- Джеффри Кауфман, Blu-ray.com. «…именно такой фильм мог бы снять Эд Вуд — в свой плохой день… Любители фантастически плохих фильмов оценивают „Заат“ как один из худших»[20]
- Патрик Ногл, DVD Verdict[англ.]. «Актёрское мастерство в „Заате“ ниже среднего. Актёры, кажется, шепчут свои реплики и изо всех сил пытаются не до конца осознать, что они снимаются в одном из худших фильмов, когда-либо созданных…»[21]
- Майкл Рубино, DVD Verdict. «…возможно, это один из худших фильмов, когда-либо снятых…»[22]
- National Public Radio. «…научно-фантастическое фиаско: после того, как фильм стал победителем — эээ… проигравшим — в „100 худших фильмов по версии IMDb“…»[23]